# Alcea sycophylla
Alcea sycophylla är en malvaväxtart som beskrevs av Modest Mikhaĭlovich Iljin och Nikitin. Alcea sycophylla ingår i släktet stockrosor, och familjen malvaväxter. Inga underarter finns listade i Catalogue of Life.